# مكان التنفيذ (رواية)
مكان التنفيذ هي رواية جريمة من تأليف فال ماكديرميد [الإنجليزية]، نُشرت لأول مرة في عام 1999. فازت الرواية بجائزة لوس أنجلوس تايمز للكتاب، وجائزة ديليس [الإنجليزية] لعام 2001، ووضعت في القائمة المختصرة لكل من جائزة الخنجر الذهبي [الإنجليزية] وجائزة إدغار، واختارتها صحيفة نيويورك تايمز كأحد أبرز الكتب لعام 2001.

## حبكة
تحتوي الرواية على قصتين متوازيتين. الأول، الذي تدور أحداثه في عام 1963، يتبع المحقق المفتش جورج بينيت، الذي يحاول تحديد مكان فتاة مفقودة في ديربيشاير. أما الثاني، الذي تدور أحداثه في الوقت الحاضر، يتبع الصحفية كاثرين هيثكوت، التي تخطط لنشر قصة التحقيق عندما توقف بينيت عن التعاون لسبب غير مفهوم، وتحاول معرفة السبب.

## الجوائز
- جائزة ديليس 2001.[2]
- جوائز ماكافيتي 2001.[3]
- جائزة أنتوني 2001.[4]